# Vang Mang kínai császár
Vang Mang (Wang Mang) (kínaiul 王莽, adott neve Csücsün (Jujun) 巨君; i. e. 45. – i. sz. 23. október 6.) Kína császára i. sz. 9-től haláláig. A Hszin (Xin)-dinasztia alapítója és egyetlen tagja; uralkodása a Han-dinasztia korát Nyugati Hanra (Vang Mang (Wang Mang) előtt) és Keleti Hanra (utána) osztja.
Vang Mang (Wang Mang) a császárné unokaöccse volt és magas tisztségre tett szert az udvarban, idővel ő lett a hadsereg főparancsnoka. Aj (Ai) császár halála után a kiskorú Ping helyett régensként kormányzott, majd i. sz. 9-ben császárrá kiáltotta ki magát és megalapította a Hszin (Xin)-dinasztiát. Művelt ember volt, jól ismerte a történelmet és a konfuciánus irodalmat és szerette volna az általa aranykornak tartott Csou (Zhou)-dinasztia intézményeit visszaállítani, ám átgondolatlan reformjaival, diktatórikus módszereivel káoszba taszította a birodalom gazdaságát és háborúba keveredett a környező vazallus államokkal. I. sz. 17-től parasztfelkelések lángoltak fel – köztük a vörös szemöldökűek lázadása – szerte Kínában. I. sz. 23-ban a lázadók legyőzték a császári hadsereget, elfoglalták a fővárost és a palota ostroma közben megölték Vang Mang (Wang Mang)ot. Halála után visszaállt a Han-dinasztia uralma.
A hagyományos kínai történetírás zsarnokként és trónbitorlóként tartotta nyilván Vang Mang (Wang Mang)ot, újabban elismerik merész gazdasági és társadalmi reformjait: többek között földreformot hajtott végre és eltörölte a rabszolgaságot.

## Ifjúsága
Vang Mang (Wang Mang) i. e. 45-ben született Vang Man (Wang Man) (王曼) és felesége Csü (Qu) (渠, családneve nem ismert) gyermekeként. Vang Man (Wang Man) Vang Cseng-csün (Wang Zhengjun) császárné, Jüan (Yuan) császár feleségének öccse volt. A család Csi (Qi) állam királyaitól származott; a Vang (Wang) családnév királyt jelent és a volt Csi (Qi) lakói is a "királyi családként" emlegették őket. Apja korán meghalt, még Jüan (Yuan) császár i. e. 33-as halála előtt. Bátyjai nemesi címeket kaptak, ő azonban ebből kimaradt. Amikor Vang (Wang) császárné megözvegyült, anyjával együtt magához vette a palotába.
Bár jó kapcsolatokat szerzett a császári családban, korántsem élt olyan luxuskörülmények között, mint rokonai. Míg unokatestvérei azon versenyeztek, hogy ki tud több pénzt költeni, Vang Mang (Wang Mang)ot szerénységéért, takarékosságáért, tudásvágyáért magasztalták. Nem a fiatal nemesek, hanem a konfuciánus tudósok öltözékét viselte. Feljegyezték hogy igen tisztelettudó volt anyjával és gondoskodott elhunyt fivére, Vang Jung (Wang Yong) özvegyéről és fiáról.
Mikor nagybátyja, Vang Feng (Wang Feng) (王鳳, i. e. 33-22 között a hadsereg parancsnoka) megbetegedett, Vang Mang (Wang Mang) éjt nappallá téve ápolta és gondoskodott róla. Nagybátyja ezért halála előtt megkérte Vang (Wang) anyacsászárnét és fiát, Cseng (Cheng) császárt hogy gondoskodjanak unokaöccséről. Vang Mang (Wang Mang) így helyet kapott a császár kíséretében, majd előléptették a testőrség egyik alparancsnokává.
I. e. 16-ban egy másik nagybátyja, Vang Sang (Wang Shang) (王商) Csengtu (Chengdu) márkija, felajánlotta az uralkodónak, hogy hajlandó Vang Mang (Wang Mang) javára lemondani birtokai egy részéről. Ajánlatát több udvaronc is támogatta és Cseng (Cheng) császárt lenyűgözte a fiatal Vang Mang (Wang Mang) népszerűsége. Kinevezte Hszintu (Xindu) márkijává és előléptette a császári szolgák kamarásává. A történetírók szerint minél magasabb polcra került Vang Mang (Wang Mang), annál szerényebben viselkedett. Nem gyűjtött vagyont, hanem jövedelmét tudósok megsegítésére és más udvaroncok megajándékozására fordította.
Csak egy felesége volt, ágyasokat nem tartott. Feleségének családneve szintén Vang (Wang) volt (utóneve nem ismert), ami a történészek szerint annak bizonyítéka, hogy ekkor nem övezte Kínában erős tabu a nemzetségen belüli házasodást. Azonban, mint a későbbi események is bizonyítják, Vang Mang (Wang Mang) nem volt mindig hűséges a feleségéhez.
Cseng (Cheng) császár sorra a Vang (Wang)-nagybácsikat nevezte ki a hadsereg főparancsnokává (ami az udvar egyik legfontosabb tisztsége volt), akik egymást követték és i. e. 12-re már csak a legfiatalabb, Vang Ken (Wang Gen) (王根, i. e. 12-8 között főparancsnok) maradt életben. Lehetséges utódjaként Vang Mang (Wang Mang) neve is felmerült, de unokatestvére, Csun-jü Csang (Chunyu Zhang) (vang (Wang) anyacsászárné nővérének fia) sokkal közelebb állt a császárhoz, valamint jó viszonyban volt annak akkori és korábbi feleségeivel. Vang (Wang) ezért gyűjteni kezdte a riválisa elleni bizonyítékokat, miszerint titokban pénzt fogadott el Cseng (Cheng) császár elűzött feleségétől, Xu (Hszü, )től, hogy majd főparancsnokként segítsen neki jobb pozíciót kiharcolni; valamint hogy követői között már előre elosztotta a jól fizető pozíciókat. Ezeket a bizonyítékokat i. e. 8-ban Vang Ken (Wang Gen) és az anyacsászárné elé terjesztette, akik ezután vidékre száműzték Csun-jü (Chunyu)t. A császár azonban gyanút fogott, lefogatta és kivallatta Csun-jüt (Chunyu)t, aki bevallotta a Hszü (Xu)vel fenntartott kapcsolatát és hogy pénzt fogadott el tőle; emiatt aztán kivégezték.
Még ugyanebben az évben Vang Ken (Wang Gen) súlyosan megbetegedett, lemondott a posztjáról és a 37 éves Vang Mang (Wang Mang)ot ajánlotta maga helyett. I. e. 8 telén Cseng (Cheng) császár kinevezte őt a hadsereg főparancsnokává.

## Aj(Ai)császár uralkodása alatt
Vang Mang (Wang Mang) a kormányzat legfontosabb posztján is önmérsékletet tanúsított és gondoskodott róla, hogy a fontos pozíciókba tehetséges emberek kerüljenek; így lassan sikerült megváltoztatnia a közvéleménynek a Vang (Wang) klánról alkotott képét, mert korábban a nemzetség arroganciájáról, tékozlásáról, kicsinyességéről volt ismert.
A következő évben, i. e. 7-ben Cseng (Cheng) császár váratlanul meghalt; hivatalosan szélütésről, de egyes történészek szerint ágyasa, Csao Ho-tö (Zhao Hede) adott be neki túl nagy adag afrodiziákumot. A trónon unokaöccse, Liu Hszin (Liu Xin) (Kang nevű öccsének fia) követte, aki az Aj (Ai) uralkodói nevet vette fel. Vang (Wang) egyelőre megtarthatta tisztségét és továbbra is meghatározó személyiség maradt, de addigi egyik legfontosabb támogatója, Vang (Wang) anyacsászárné elvesztette korábbi befolyását.
Aj (Ai) nagyanyja, Fu hercegnő (Jüan (Yuan) császár, Vang (Wang) anyacsászárné férjének ágyasa) erős akaratú, zsarnoki asszony volt, aki teljesen akarata alá hajtotta a 20 éves császárt. Bár nem volt első felesége volt férjének, magának özvegy császárnéi, Aj (Ai) szüleinek pedig magasabb rangot követelt. Vang (Wang) anyacsászárné – aki eleinte csak azt engedélyezte hogy Aj (Ai) csak tíz naponta láthassa a nagyanyját – hamarosan kénytelen volt megadni neki a vágyott címeket, a Fu és Ting (Ding) (Aj (Ai) anyja a Ting (Ding) családba tartozott) klán tagjai pedig nemesi címeket kaptak. Vang (Wang) anyacsászárné Vang Mang (Wang Mang)ot is felszólította a lemondásra, hogy pozícióját Fu és Ting (Ding) rokonoknak adják, de Aj (Ai) császár kérésére egyelőre a helyén maradt.
Néhány hónappal később azonban nyílt konfrontációra került sor Fu "özvegy császárnéval". Egy ünnepségen az udvarmester úgy állította össze az ülésrendet, hogy Vang (Wang) és Fu özvegy császárnék egymás mellé kerültek volna. Vang Mang (Wang Mang) ezért leszidta őt és Fut egy kevésbé rangos helyre tétette át. Fu nagy botrányt rendezett, nem volt hajlandó részt venni az ünnepségen. Vang Mang (Wang Mang) kénytelen volt ismét beadni a lemondását, amit a császár ezúttal elfogadott.
Lemondása után a császár kérte hogy maradjon a fővárosban, Csangan (Chang'an)ban és időnként találkozott vele, hogy a folyó ügyekben a tanácsát kérje. Fu özvegy császárné azonban egyre inkább bebiztosította a pozícióját és magának, fiának és menyének császári – vagy azzal egyenrangú – címeket szerzett vagy kreáltatott. Nem felejtette el korábbi megaláztatását sem és nyomására Csu Po (Zhu Bo) főminiszter kérvényt nyújtott be a császárhoz Vang Mang (Wang Mang) közemberré való lefokozásáról. Aj (Ai) nem tett ugyan eleget a kérésnek, de leküldte Vang Mang (Wang Mang)ot hszintu (xindu)i (ma Nanjang (Nanyang), Honan (Henan)) birtokára.
A vidékre száműzött Vang (Wang) igyekezett kevés emberrel kapcsolatot tartani, nehogy azzal vádolják, hogy lázadást szervez. Mikor i. e. 5-ben a fia, Vang Huo (Wang Huo) megölt egy szolgát, utasította hogy kövessen el öngyilkosságot. I. e. 2-re már több száz petíció érkezett a császárhoz különböző magán- és hivatalos személyektől, hogy hívja vissza Vang Mang (Wang Mang)ot a fővárosba. Aj (Ai) (aki maga is tisztelte a volt főparancsnokot) végül utasította hogy unokatestvérével (Vang Zsen (Wang Ren)nel, Vang Ken (Wang Gen) fiával) együtt térjen vissza Csangan (Chang'an)ba hogy Vang (Wang) özvegy császárné segítségére lehessen. Hivatalos pozíciót azonban nem kapott és alig volt befolyása a politikára.

## Régenssége
I. e. 1-ben Aj (Ai) császár váratlanul meghalt és nem hagyott maga után örököst. Vang (Wang) özvegy császárné gyorsan cselekedett, elűzte Aj (Ai) kegyencét (és vélhetően szeretőjét) Tung Hszien (Dong Xian)t, aki ekkor már a hadsereg főparancsnoka volt és visszahívta Vang Mang (Wang Mang)ot, akit kinevezett főparancsnoknak és a kormány fejének. Aj (Ai) utódjául Jüan (Yuan) császár utolsó, életben lévő férfi leszármazottját, a 8 éves Csi-ce (Jizi) herceget kiáltották ki (aki a Ping uralkodói nevet vette fel), nagykorúvá válásáig pedig Vang Mang (Wang Mang) vállalta magára a régensi feladatokat.
Vang Mang (Wang Mang) azonnal leszámolt vélt és valós ellenfeleivel. A Fu és Ting (Ding) klántagoktól elvette pozícióikat és vidékre küldte őket. Az addigra már elhunyt Fu özvegy császárnétól, és Aj (Ai) anyjától, Ting (Ding)től elvette császárnői rangjukat (i. sz. 5-ben felnyittatta az uralkodói pompával eltemetett sírjaikat és a holttesteket vidékre küldte, hogy ott temessék el őket; jeltelen sírjaik köré tüskebokrokat rakatott). Aj (Ai) feleségét, Fu császárnét és Csao Fej-jen (Zhao Feiyan) özvegy császárnét (Cseng (Cheng) császár feleségét, aki Fu özvegy császárné barátnője és támogatója volt) közemberré fokozta le és férjeik sírjának őrzésére kötelezte őket; a két nő erre öngyilkosságot követett el. Miután Aj (Ai) kegyence, Tung Hszien (Dong Xian) öngyilkos lett, egy börtönben temettette el, klánját pedig száműzte. Ho Vu (He Wu) és Kung-szun Lu (Gongsun Lu) főtisztviselőket, aki ellenezték régensségét, minden pozíciójából felmentette. Vu-csiang Lung (Wujiang Long) kormányzót, aki korábban megtagadta hogy a szövetségese legyen, azzal vádolta meg, hogy ártatlanul vádolt boszorkánysággal egy császári ágyast, és őt is száműzte. Ping császár anyjának és nagybátyjainak megtiltotta, hogy a fővárosba jöjjenek.
Miután megszilárdította a hatalmát, elkezdte átnevezni a kormányzati pozíciókat a régi Csou (Zhou)-dinasztia, sőt a még ősibb Sang (Shang)-dinasztia korában szokásos rendszer alapján. Kultuszt kezdett kiépíteni a saját személye körül, rávett másokat hogy olyan hamis jóslatokat terjesszenek, miszerint ő az ezer évvel korábban élt kultúrhérosz, Csou (Zhou) herceg reinkarnációja (Csou (Zhou) herceg bölcs uralkodásáról híres régens volt, aki a hagyomány szerint a konfucianizmus egyik szent szövegét, az Ji csing (I Ching)et írta).
I. sz. 1-ben rávette Vang (Wang) özvegy császárnét, hogy nevezze ki őt Anhan hercegévé (安漢公). Ez a fajta hercegi cím ismeretlen volt a Han-dinasztia korában, de Vang Mang (Wang Mang) így ugyanazt a titulust viselte, mint Csou (Zhou) herceg. Az özvegy császárné meggyőzése érdekében lefizetett egy távoli törzset (talán a mai Dél-Vietnamban), hogy ajándékozzon a császári udvarnak egy albínó fácánt, ami az isteni kegy ritka jelének számított).
I. sz. 2-ben megalázó rendelkezéseket hozott az északi nomád szövetségesek, a hsziungnuk számára, amelyek nem annyira szövetségesként, hanem vazallusként kezelték őket. Nangcsijaszi (Nangzhiyasi) sanjü (király) elfogadta ezeket, de a rendeletek megrontották a viszonyt a két nép között, amelyek hosszabb távon szakításhoz vezettek. Ugyanebben az évben Vang Mang (Wang Mang) egy furcsa színjáték keretében feleségül adta a lányát Ping császárhoz. Előtte kijelentette, hogy az ősi szokásnak megfelelően Pingnek egy feleségének és 11 ágyasának kell lennie, majd elrendelte, hogy gyűjtsék össze azoknak a nemeshölgyeknek a nevét, aki köréből majd kiválasztják a leendő császárnét. Álszerénységből a saját lányát kivette ebből a listából. Titokban azonban megszervezte, hogy a nép maga követelje a lánya és a császár házasságát. Miután a kérelmezők megrohanták a palotát, Vang (Wang) özvegy császárné maga rendelte el, hogy Pingnek a Vang (Wang)-lányt kell elvennie. Az esküvőre i. sz. 4-ben került sor.
Szintén ekkor történt, hogy Vang Mang (Wang Mang) fia, Vang Jü (Wang Yu) (王宇), aki nem értett egyet apja diktatórikus politikájával és attól tartott, hogy Ping nagykorúvá válása után a Vang (Wang)-klánt száműzik, összebarátkozott Ping nagybátyjaival. Rávette a császár anyját, hogy ajánljon biztosítékokat Vang Mang (Wang Mang)nak, hogy nem fog úgy viselkedni mint Fu özvegy császárné, de a régens így sem volt hajlandó engedélyezni számára fia meglátogatását.
I. sz. 3-ban Vang Jü (Wang Yu), a tanítója Vu Csang (Wu Zhang), a sógora Lü Kuan, valamint a császári nagybácsik kitaláltak egy tervet, amivel egy látszólagos természetfölötti incidenssel ráveszik Vang Mang (Wang Mang)ot, hogy mondjon le a hatalma egy részéről. Lü Kuannak össze kellett volna véreznie Vang Mang (Wang Mang) palotájának ajtaját, de az őrök elfogták. Vang Jü (Wang Yu)t letartóztatták (és öngyilkos lett), feleségét, valamint a császár anyjának egész klánját kivégezték (őt magát nem).
Vang Mang (Wang Mang) arra használta fel az incidenst hogy leszámoljon potenciális ellenfeleivel. Letartóztattak, megkínoztak és kivégeztek mindenkit, akit a Vang Jü (Wang Yu)-féle összeesküvéssel kapcsolatba tudtak hozni. Köztük volt Jüan (Yuan) császár húga, Csing-vu (Jingwu) hercegnő, Vang Mang (Wang Mang) nagybátyja, Vang (Wang) Li és unokatestvére, Vang Zsen (Wang Ren). Vang (Wang) özvegy császárnőnek azt mondta, hogy betegségben haltak meg. Számos, a régens politikáját ellenző főtisztviselő is a tisztogatások áldozatául esett. Vang Mang (Wang Mang) így abszolút hatalomra tett szert. I. sz. 5-ben felújított egy régi hagyományt és a császárral átadatta magának az ún. "kilenc kitüntetést", amelyet azok kaptak, akik nagy szolgálatot tettek az államnak (a későbbiekben gyakran előfordult, hogy a túl nagy hatalomra szert tett hadvezérek, udvaroncok trónbitorlásuk előtt szintén átadatták maguknak a kilenc kitüntetést).
I. sz. 5. körül az addig gyakran betegeskedő, szívproblémákkal küzdő 13 éves Ping császár egészsége helyreállt. Azt is nyilvánvalóvá tette, hogy neheztel Vang Mang (Wang Mang)ra nagybátyjai meggyilkolása ás anyja távoltartása miatt. A régens ezért úgy döntött, hogy félreállítja az útból és mérgezett fűszeres bort adatott neki. Míg Ping haldoklott, Vang Mang (Wang Mang) írt egy kérelmet az isteneknek, hogy inkább az ő életét vegyék el, ne az ifjú uralkodóét. A kérelmet ezután elrejtette (a történetírók szerint a levél biztosítékként szolgált számára, ha a császár mégis felépülne; vagy az utókor szemében akarta tisztára mosni magát a császárgyilkosság bűne alól). Ping néhány napos szenvedést követően meghalt.

## A helyettes császár
Mivel a fiatal császárnak még nem született gyereke, nem volt közvetlen trónörökös sem; sőt Pinggel elhunyt nagyapja, Jüan (Yuan) császár utolsó férfi leszármazottja is. Emiatt egy nemzedékkel hátrébb léptek és Ping dédapja, Hszüan (Xuan) császár utódai között kezdtek el vizsgálódni egy lehetséges örökös után. Mint kiderült, Hszüan (Xuan)nak 53 dédunokája élt ekkor, de valamennyien felnőttek voltak már, vagyis nehezen irányíthatóak. Vang Mang (Wang Mang) ezért kijelentette, hogy nem lenne helyénvaló, ha ugyanazon generáció tagjai követnék egymást a trónon (bár Ping unokatestvérét, Aj (Ai)t követte a trónon) és ezért a 23 ükunoka között kezdett el vizsgálódni, akik valamennyien gyerekek voltak még.
A trónörökös keresése közben Dél-Csangan (Chang'an) polgármestere bejelentette hogy találtak egy rejtélyes követ, amelyre vörös jelekkel ezt a szöveget írták: "Vang Mang (Wang Mang), Anhan hercege legyen császár". Erre a "próféciára" hivatkozva a régens rávette Vang (Wang) özvegy császárnét, hogy rendelettel nevezze ki őt "helyettes császárnak" (假皇帝). a jogos trónörökös kiválasztásáig. Jogosultságát megerősítendő, készíttetett egy családfát, amelyből kiderült, hogy ő a legendás Sárga Császár leszármazottja.
I. sz. 6 tavaszán Vang (Wang) "császár" a jelöltek közül az istenek állítólagos sugallata alapján kiválasztotta az új uralkodót, az alig egy éves Jing (Ying)et, akinek a Zsu-ce (Ruzi) melléknevet adta (ugyanazt amelyet Cseng (Cheng), Csou (Zhou) királya viselt Csou (Zhou) herceg régenssége idején). Zsu-cé (Ruzi)t azonban nem kiáltották ki császárrá, hanem csak a trón örökösévé.
A császári Liu dinasztia tagjai gyanakodva figyelték Vang Mang (Wang Mang) cselekedeteit, attól tartva, hogy el akarja bitorolni a trónt. Hárman nyíltan fel is lázadtak ellene:
I. sz. 6-ban Liu Csung (Liu Chong) (劉崇), Ancsung (Anzhong) márkija megtámadta van (Wan) városát (ma Nanjang (Nanyang), Honan (Henan) tartományban), de kudarcot vallott. Sorsa ismeretlen, csak annyit tudunk, hogy Vang (Wang) büntetésül teletöltette a házát szennyvízzel.
I. sz. 7-ben Csaj Ji (Zhai Yi) (翟義), Tung (Dong) tartomány kormányzója és Liu Hszin (Liu Xin) (劉信), Janhsziang (Yanxiang) márkija indított lázadást, amelyhez parasztfelkelők is csatlakoztak a főváros közvetlen környezetében. Liu Hszin (Liu Xin)t császárrá kiáltották ki. Vang (Wang) hírnököket küldött körbe szerte az országban, melyek által kijelentette hogy amint Zsu-ce (Ruzi) nagykorúvá válik, lemond a tisztségéről. Az év talán seregei legyőzték Csaj (Zhai) és Liu erőit. Csaj (Zhai)t elfogták és kivégezték, Liu azonban megszökött.
I. sz. 9-ben (már Vang Mang (Wang Mang) trónbitorlása után) Liu Ku-aj (Liu Kuai) (劉快), Hszühsziang (Xuxiang) márkija megtámadta Fucsung (Fuchong)ot, de vereséget szenvedett és menekülés közben megölték.
Liu Hszin (Liu Xin) és Csaj (Zhai) felkelésének leverése után Vang Mang (Wang Mang) úgy érezte hogy ellenőrzése alatt tartja a politikai helyzetet és úgy döntött, hogy megmutatja valódi célját. I. sz. 8 telén, miután bemutatott egy "próféciát", amely állítólag a kétszáz évvel korábban élt Kao-cu (Gaozu) császártól származott és amely szerint neki kell elfoglalnia a trónt (valójában egy Aj Csang (Ai Zhang) nevű bűnöző írta), kibocsátott egy rendeletet, melyben császárrá nyilvánította magát, megalapítva a Hszin (Xin)-dinasztiát.

## Uralkodása

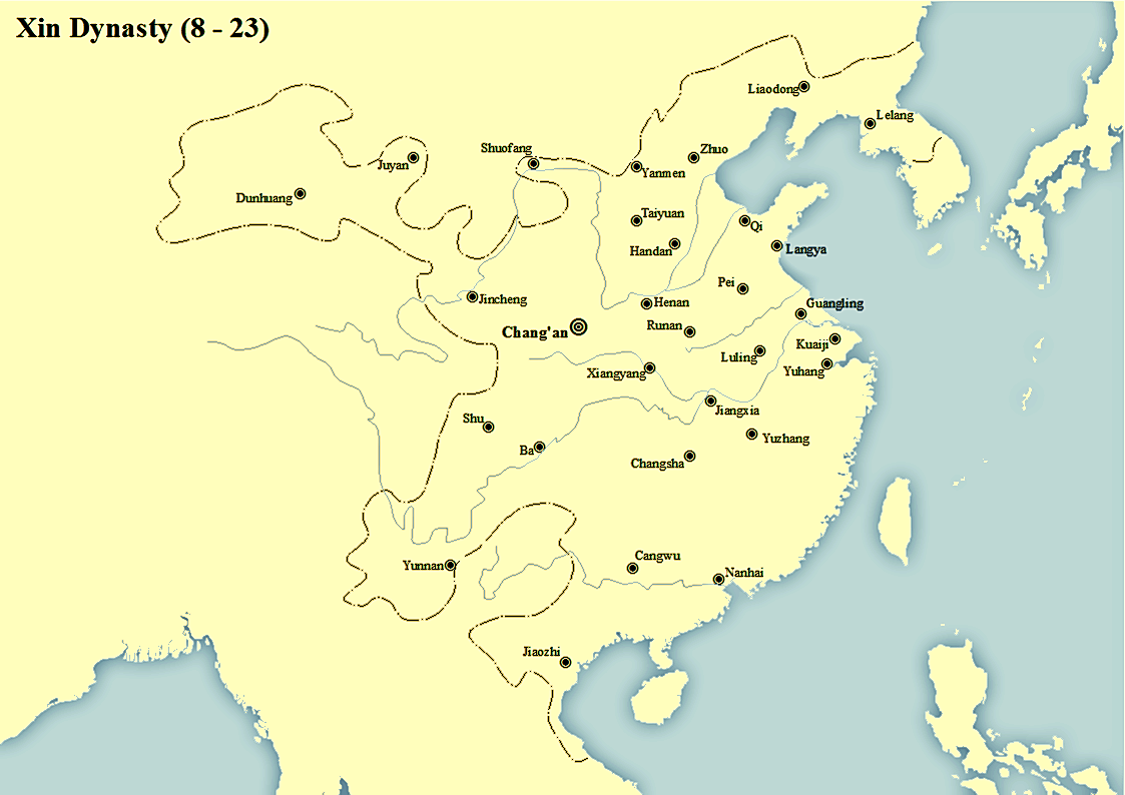
A Xin-dinasztia területe

Uralkodása kezdetén Vang Mang (Wang Mang) folytatta korábbi erőfeszítéseit, hogy visszaállítsa a Csou (Zhou)-dinasztia "aranykorát". Az akkori kornak megfelelően változtatta meg a nemesi rangokat, átszervezte a kormányzatot és nevezte át a földrajzi helyeket. Többek között a főváros, Csangan (Chang'an) neve is megváltozott "örök békéről" (長安) "állandó békére" (常安; az írásjeleket a mai kínaiban ugyanúgy ejtik, de abban a korban még más volt a kiejtésük).
I. sz. 9-ben feleségének megadta a császárnéi címet. Négy fia közül ekkor már csak ketten voltak életben. Az idősebbet, Vang An (Wang An)t (王安) nem tartotta elég tehetségesnek, ezért a fiatalabbikat, Vang Lin (Wang Lin)t (王臨) nevezte ki a trón örökösévé és legjobb konfuciánus tudósokat rendelte tanácsadójául. Nagynénjével, Vang (Wang) özvegy császárnével (aki a trónbitorlás után megbánta hogy támogatta őt) továbbra is nagy tisztelettel bánt és megadta neki a Vangmu (wangmu) (王母) címet, amelyet Csou (Zhou) egyik királyának, Ven (Wen)nek anyja is viselt. Nagynénje i. sz. 13-ban halt meg.

### Gazdaságpolitikája

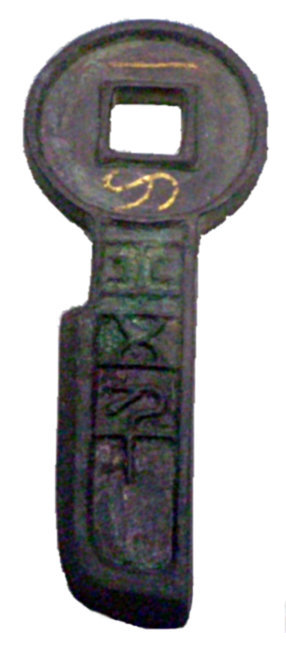
Vang Mang (Wang Mang) "késpénze"

I. sz. 9-ben Vang Mang (Wang Mang) alapvető földreformot hajtott végre: minden termőföldet állami tulajdonnak nyilvánított és a Csou (Zhou)-korabeli "kútföldekhez" hasonló rendszert vezetett be. A korábbi tulajdonosok továbbra is használhatták földjeiket, de az adásvételüket betiltotta és a nyolc főnél kisebb családoknak a 60 hektár fölötti földjeiket át kellett adniuk nemzetségük vagy falujuk szegényebb tagjainak. Az új rendszer bírálatát száműzetéssel büntette. A társadalmi ellenállás miatt 12-ben vissza kellett vonnia reformját.
I. sz. 10-ben felállított egy állami árstabilizáló szervezetet, amelynek az volt a feladata hogy árubőség idején felvásárolja az élelmiszert és ruhaneműket, majd eladja azokat ha hiány miatt felment az áruk. Ugyanez a szervezet kis kamattal (havi 3%) kölcsönöket nyújtott a vállalkozásoknak. Ugyanebben az évben "lustaságadót" vezetett be, ha a földbirtokosok nem művelték meg a földjüket vagy a városlakók nem dolgoztak, extra adót kellett befizetniük; ha nem tudtak fizetni, az állam számára kellett dolgozniuk.
Vang Mang (Wang Mang) a kínai történelemben elsőként jövedelemadót vetett ki (addig csak fejadót vagy földadót szedtek); a kézműveseknek profitjuk 10%-át kellett befizetniük.
Megreformálta a pénzrendszert is, ami viszont katasztrofális következményekkel járt. Korábban a Han-korszakban csak egyféle pénznem volt forgalomban (a vucsu (wuzhu), egy kerek, közepén négyszögletű lyukkal ellátott bronzérme), most azonban 28 különböző érmét vezettek be, amelyek aranyból, ezüstből, rézből, teknőspáncélból vagy kagylóból készültek. A sok új érméről azonban a legtöbben nem tudták eldönteni hogy melyik eredeti és melyik hamis, ezért lehetőleg nem fizettek pénzzel vagy – a súlyos büntetések ellenére – titokban a régi pénzt használták. A császár belátta a hibáját és leegyszerűsítette a pénzrendszerét egy kicsi és egy nagy (amely 50 kicsit ért) érmére, de a pénzeiben ekkor már senki sem bízott.
I. sz. 17-ben a kiürült kincstár feltöltésére állami monopóliumot hirdetett a szeszes italokra, a sóra, a vasra, a pénzkiadásra, az erdőgazdálkodásra és a halászatra. A széleskörűen elterjedt korrupció miatt azonban a kincstár bevételei alig nőttek, míg a nép terhei jelentősen súlyosbodtak. Ugyanebben az évben a császár eltörölte a rabszolgaságot (hogy csökkentse a nagybirtokosok hatalmát), de halála után ezt a rendeletét is visszavonták.

### Külpolitikája

#### A hsziungnu háború
A hsziungnukkal való korábbi békés viszony i. sz. 10-ben kezdett megromlani, amikor az északi határvidéken élő nomád vuhuanokat utasították, hogy többé ne fizessenek adót a hsziugnuknak. A hsziungnuk válaszul megtámadták őket és ezer nőt és gyereket túszul ejtettek (őket Vang Mang (Wang Mang) parancsára később szabadon engedték).
Vang (Wang) császár követeket küldött a hsziungnuk királyához, Csi (Zhi) sanjühöz hogy tudassa vele trónra lépését és új dinasztiája miatt új nagypecsétet küldött neki. A régi Han-pecsét udvarias fogalmazásával ellentétben pecsétjén egyértelműen kimondta hogy a hsziugnuk a kínaiak vazallusai. A sanjü csak egy nappal az átvétele után vette észre a felirat módosítását és követelte vissza a régi pecsétet, de a követek azt már addigra összetörték (és azt hazudták hogy az istenek semmisítették meg). Csi (Zhi) látszatra belenyugodott a változásba, de a követek távozása után háborúra kezdett készülni, védműveket építtetett és vazallusává tette a Nyugati régiók (a mai Hszincsiang (Xinjiang)) kisebb fejedelmeit.
Ezt látva, Vang (Wang) hadat üzent a hsziungnuknak. Terve szerint a nomádokat 15 kisebb fejedelemségre osztották volna. Ehhez 300 ezres sereget tervezett összegyűjteni, amelyet 12 részrve osztva támadta volna meg északi szomszédait. Míg azonban hadvezérei azt tanácsoltak, hogy amint elegendő létszámfölényre tesz szert, indítsa meg a támadást, Vang Mang (Wang Mang) ragaszkodott ahhoz hogy a teljes 300 ezres sereg gyűljön össze, hogy elsöprő erővel támadhasson. A katonák azonban lassan gyülekeztek és a hatalmas hadsereg hosszas eltartása kimerítette az északi tartományok tartalékait.
A császár terve végrehajtása érdekében elraboltatta Csi (Zhi) sanjü fivérét, Hszien (Xian)t és annak két fiát, Teng (Deng)et és Csu (Zhu)t, ők lettek volna az elsők a 15 tervezett fejedelem közül. Csi (Zhi) bosszúból pusztító portyákat indított a határtartományokba. A későbbiekben Hszien (Xian)nek sikerült megszöknie, de fiai túszként hátramaradtak. Csu (Zhu) idővel meghalt a fogságban, Teng (Deng)et pedig a császár bosszúból kivégeztette, mikor másik fivére, Csiao (Jiao) nagy sikereket ért el a kínaiak elleni harcban.
I. sz. 13-ban meghalt Csi (Zhi) sanjü. Utódja Hszien (Xian) lett, aki békét kötött Vang Mang (Wang Mang)gal és kiszolgáltatta neki a hozzá szökött kínai árulókat. Az északon összegyűlt sereget (amely még ekkor sem érte el a teljes létszámot és nem vetették be) szélnek eresztették. 14 végén azonban Hszien (Xian) megtudta, hogy a császár kivégeztette a fiát, ezért rablóportyáival ismét feldúlta az északi tartományokat, bár formálisan nem üzent hadat a kínaiaknak.

#### Egyéb kül- és belpolitikai fiaskók
Trónra lépésekor Vang Mang (Wang Mang) követeket küldött a délnyugati vazallus törzsekhez (a mai Jünnan (Yunnan) és Szecsuan (Sichuan) tartományokban) és nekik is új pecséteket adott, amelyeken azonban a korábbi hercegi cím helyett csak márkiként tüntette fel őket. Az egyik fejedelem, Han, erre megszakította a kapcsolatokat a császárral. Vang (Wang) a helyi kormányzóval megölette Hant, mire annak fejedelemmé megválasztott fivére, Cseng (Cheng) nyílt lázadásba kezdett, megölte a kormányzót és betört a határtartományokba. A császár két hadvezért küldött ellenük, akiknek a támadása (bár kezdetben sikereket értek el) az élelmiszerhiány és a járványok miatt megrekedt.
A hsziungnu háborúhoz Vang (Wang) csapatokat követelt koreai vazallusától, Kogurjótól. Juri kogurjói király azonban ezt megtagadta és megverte az ellene küldött sereget. A kínai hadvezér tárgyalásra hívta a koreai vezért, Zout, ahol azonban áruló módon meggyilkoltatta őt. Vang (Wang) ezután Juri rangját királyról márkira csökkentette, mire az bosszúból feldúlta a határtartományokat.
I. sz. 16-ra hasonló fennhéjázó, érzéketlen akciókkal és az egyik fejedelem meggyilkolásával sikerült a Hszin (Xin)-dinasztia ellen fordítania a Nyugati Régiók (Hszijü (Xiyu)) vazallus félnomád királyságait is. Azok összefogtak, megölték a kínai kormányzót és felmondták a vazallusi szerződést. Vang Mang (Wang Mang) két hadsereget küldött ellenük, de azok elszakadtak egymástól és az egyiket teljesen megsemmisítették, a másik pedig kénytelen volt visszavonulni.
A mindenütt fellángoló háborúk mellett az állami közigazgatás is egyre komolyabb problémákkal küszködött. Vang Mang (Wang Mang) úgy vélte, hogy a Csou (Zhou)-dinasztia viszonyainak visszaállításával ismét hatékony, jól működő államapparátust hoz létre. Azonban ő maga és főtisztviselők annyi időt töltöttek a legendák tanulmányozásával, hogy elhanyagolták az aktuális feladatokat. Számos tartományba évekig nem neveztek ki tisztviselőket, az ellenőrzés nélkül maradt helyi kormányzatokban pedig virágzott a korrupció.
A trónbitorló Vang Mang (Wang Mang) óvakodott attól, hogy főhivatalnokainak túl sok hatalmat adjon. Minden jelentős döntést neki kellett meghoznia, ami óhatatlanul azzal járt, hogy fontos kérdésekben sokáig halogatták a döntést vagy teljesen elhanyagolták azokat. A hivatalnokok fizetései is elmaradoztak, mert trónra lépésekor a császár átszervezte a fizetési rendszert, ám az új rendszer bevezetése évekig húzódott. A jövedelem nélkül maradt tisztviselők a néptől követeltek csúszópénzeket. Az új rendszert i. e. 16-ban sikerült véglegesíteni; ebben a hivatalnokok fizetése az állam jövedelmeinek nagyságától függött, vagyis nagymértékben hullámzott egészen a dinasztia bukásáig.

## Parasztlázadások
Vang Mang (Wang Mang) elhibázott reformjainak és kudarcainak ellenére sokáig nyugalom honolt a birodalomban és uralkodása szilárdnak tűnt, bár amikor i. sz. 11-ben a Sárga-folyó nagy területeket öntött el és a környéken éhínség tört ki már jelentek meg próféciák arról, hogy a császár elvesztette az istenek jóindulatát és vissza kellene állítani a Han-dinasztiát.
I. sz. 17 körülre a háborúk költségei, az egyre inkább elburjánzó korrupció és az éhínségek miatt több helyen parasztlázadások kezdődtek. A jelentősebbek vezetői a következők voltak:
- Ku-tien Ji (Guatian Yi) (瓜田儀), a mai Szucsou (Suzhou)ban (Csiangszu (Jiangsu) tartomány).
- Lü anya, akinek kistisztviselő fiát a magisztrátus egy kisebb bűncselekmény miatt kivégeztette. Elszegényedett fiatalokat gyűjtött maga körő, megölték a magisztrátust, aztán kalózkodásból éltek, majd amikor a csapat nagyra nőtt, nyílt lázadásba kezdtek.
- Csang Pa (Zhang Ba) (張霸), a mai Csingcsou (Jingzhou)ban (Hupej (Hubei) tartomány).
- Jang Mu (Yang Mu) (羊牧), a mai Hsziaokan (Xiaogan)ban (Hupej (Hubei) tartomány).
- Tiao Ce-tu (Diao Zidu) (刁子都), a mai Nyugat-Santung (Shandong)ban és Észak-Csiangszu (Jiangsu)ban.
- a Lülin-hegy (a mai Hupej (Hubei)-beli Jicsang (Yichang)ban) felkelői, akiket Vang Kuang (Wang Kuang) (王匡) és Vang Feng (Wang Feng) (王鳳) vezetett.
- a Fan Csung (Fan Chong)-vezette vörös szemöldökűek (csimej (chimei), 赤眉) a mai Dél-Santung (Shandong)ban és Észak-Csiangszu (Jiangsu)ban.

Vang Mang (Wang Mang) megüzente a felkelőknek, hogy aki leteszi a fegyvert, azoknak megkegyelmez. Követeinek egy része a fővárosba visszatérve elmondta neki, hogy a lázadók a rossz törvények miatt fogtak fegyvert, mert békés módon nem tudják eltartani magukat. Mások, a császárnak hízelegve azt állították, hogy csak néhány bajkeverő a felelős a felkelésekért, ha azokat megölik, a többiek szétszélednek. A császár a hízelgőkre hallgatott, azokat akik az igazat mondták, felmentette az állásából. Ennek megfelelően nem is próbált egyezkedni a felkelőkkel, hanem katonai erővel szándékozta leverni őket.
I. sz. 18-ban a hsziugnuk királya, Hszien (Xian) sanjü meghalt és féltestvére, Jü (Yu) lett az utóda, aki hajlott a békekötésre. Vang Mang (Wang Mang) hozzá küldött követe azonban elrabolt egy herceget és a feleségét, hogy a császár őket nevezze ki a hsziungnuk uralkodójává. Az incidens miatt a háború folytatódott.
I. sz. 20-ban a császár meggondolta magát az örökösödést illetően és attól tartva hogy idősebb fia, Vang An (Wang An) elégedetlenkedni fog mellőzése miatt, mégis inkább őt nevezte meg trónörökösként. A következő évben meghalt a felesége, Vang (Wang) császárné. Halála után a császár rájött, hogy egyik udvarhölgye, Jüan Pi (Yuan Bi) (原碧), akivel viszonya volt, a korábbi trónörökös Vang Lin (Wang Lin)nek is a szeretője, és hogy ők ketten Lin lefokozása miatt összeesküvést szőttek a meggyilkolására. Vang Mang (Wang Mang) utasította a fiát, hogy mérgezze meg magát, de az inkább karddal követett el öngyilkosságot. Még ugyanabban az évben meghalt utolsó fia, Vang An (Wang An) is. A császár ekkor bejelentette hogy az egyik szolgálólánytól is született két fia, akiket herceggé nevezett ki.

## Bukása
I. sz. 22-ben Vang Mang (Wang Mang) végre rádöbbent (ahogy számos hivatalnoka már korábban hiába próbálta elmondani neki) hogy a parasztfelkelések nagyobb veszélyt jelentenek az uralmára, mint a hsziungnuk. Két főtisztviselőjét, Vang Kuang (Wang Kuang)ot és Lian Tan (Lian Dan)t elküldte, hogy számoljanak le a lázadókkal, először is a vörös szemöldökűekkel. Azok kezdetben szép sikereket arattak, de Vang (Wang) túlhajszolta katonáit és támadása végül összeomlott. Ugyanebben az évben egy járvány elpusztította a Lülin-hegyi felkelők felét. A túlélők két részre szakadtak, az egyik csapat nyugatra (a mai Csingcsou (Jingzhou)), a másik északra (a mai Nanjang (Nanyang) felé) vette az útját. Az utóbbihoz csatlakozott Liu Jen (Liu Yan), a Han-dinasztia egy mellékágának képviselője, akinek ezen a vidéken volt a birtoka és már maga is régóta tervezte, hogy fellázad. A parasztok élére állva legyőzte Nanjang (Nanyang) kerület kormányzóját és ostrom alá vette a fővárosát.
A felkelők többi vezére azonban nem rokonszenvezett Liu Jen (Liu Yan)nel és inkább a Han-dinasztia egyik másik távoli ágából származó Liu Hszüan (Liu Xuan)t támogatták, akit könnyebben irányíthatónak gondoltak. I. sz. 23 elején ki is kiáltották Liu Hszüan (Liu Xuan)t császárrá (ő a Keng Si (Gengshi) uralkodói nevet vette fel), Liu Jen (Liu Yan) pedig pedig megkapta a főminiszteri tisztséget.
Időközben Vang Mang (Wang Mang) hatalmas sereget, állítólag 430 ezer embert gyűjtött össze, aminek vezetését unokatestvérére, Vang Ji (Wang Yi)re és főminiszterére, Vang Hszün (Wang Xun)ra bízta. A felkelők ekkor két részre osztották erőiket: a kisebbik (mintegy 9 ezer fős), amelyet Liu Hsziu (Liu Xiu) (Liu Jen (Liu Yan) öccse) vezetett a császári csapatok közeledtével Kunjang (Kunyang) erődjébe húzódott vissza, míg  a nagyobbik Vancseng (Wancheng) városát ostromolta. A kunjang (kunyang)iak szétszóródva akartak elmenekülni a hatalmas túlerő elől, de Liu Hsziu (Liu Xiu) meggyőzte őket, hogy úgy csak könnyebben levadásszák őket és inkább az erődben védekezzenek. Még mielőtt a császáriak körbevették volna az erődöt, Liu Hsziu (Liu Xiu) egy kis csapattal ellovagolt, hogy erősítést szerezzen. A környékről össze is szedett mintegy 10 ezer katonát és zaklatni kezdte az ostromlókat. A császári parancsnokok szintén 10 ezer emberrel szálltak szembe vele, a többiekkel fenntartották az ostromot. A csatában azonban a felkelők győztek és Liu Hsziu (Liu Xiu) megölte az egyik ellenséges parancsnokot, Vang Hszün (Wang Xun)t. Ekkor az ostromlottak is kitörtek az erődből és a két tűz közé került császári csapatok pánikba esve menekülni kezdtek. Vang Mang (Wang Mang) másik hadvezére, Vang Ji (Wang Yi) mindössze néhány ezer emberrel kénytelen volt visszavonulni.
Miután a kormányzati haderő összeomlott, Keng Si (Gengshi) császár két részre osztva csapatait a fővárost és Lojang (Luoyang) városát vette ostrom alá. Vonulásuk közben sokan csatlakozták hozzájuk a helyi lakosságból. 23 októberére elérték Csangan (Chang'an)t és kifosztották a fővárost. A csangan (chang'an)iak is fellázadtak és együttesen megostromolták a császári palotát. Vang Mang (Wang Mang) az itteni harcokban esett el, a lázadók megölték a lányát is. A felkelők összevesztek azon, hogy ki ölte meg igazából a császárt, összeverekedtek és az összecsapásban több tízen életüket vesztették. Vang Mang (Wang Mang) holttestét darabokra vágták, fejét elküldték Keng Si (Gengshi) ideiglenes fővárosába, Vancseng (Wancheng)be, hogy a városfalra akasszák. Az ottani lakosok azonban leszedték a fejét a falról, összerugdosták és egyikük kivágta a nyelvét. A fejet végül tartósították és elhelyezték a kincstárban, ahol végül egy tűzvészben pusztult el a Csin (Jin)-dinasztia idején.

## Családja
Szülei:
- Apja: Vang Man (Wang Man) (王曼), Vang Cseng-csün (Wang Zhengjun) császárné fivére, Vang Csin (Wang Jin)nek, Jangping (Yangping) márkijának második fia
- Anyja: Csü (Qu) úrnő (渠氏)

Feleségei és gyerekei:
- Vang (Wang) (hivatalosan Hsziaomu (Xiaomu)) császárné (孝睦皇后 王氏, †21)
  - Vang Jü (Wang Yu) (王宇, †i. e. 3), első fia
  - Vang Huo (Wang Huo) (王獲, †i. e. 2), második fia
  - Vang An (Wang An) (王安, †i. sz. 21), harmadik fia
  - Vang Lin (Wang Lin) (王臨, †i. sz. 21), negyedik fia
  - Huanghuang hercegnő (黃皇室主, i. e. 8 – i. sz. 23), első lánya, hivatalosan Hsziaoping (Xiaoping) császárné, Ping császár felesége
- Si (Shi) császárné (皇后史氏), 23-ban házasodtak össze
- Ceng-csi (Zengzhi) ágyas (侍妾增秩), családneve nem ismert, eredetileg szolgálólány
  - Vang Kuang (Wang Kuang) (王匡), hatodik fia
  - Muhsziu (Muxiu) úrnő (睦脩任), személyneve Je (Ye) (曄), második lánya
- Huaj-neng (Huaineng) ágyas (侍妾懷能), családneve nem ismert, eredetileg szolgálólány
  - Vang Hszing (Wang Xing) (王興), ötödik fia
- Kaj-ming (Kaiming) ágyas (侍妾開明), családneve nem ismert, eredetileg szolgálólány
  - Mu-taj (Mudai) úrnő (睦逮任), személyneve Csie (Jie) (捷), harmadik lánya
- Jüan Pi (Yuan Bi) ágyas (侍妾原碧), családneve nem ismert, eredetileg szolgálólány, viszonya volt Vang Lin (Wang Lin)nel, a negyedik fiúval

### Korszakok
Vang Mang (Wang Mang) uralkodását a következő érákra osztják:
- Sicsiankuo (Shijianguo) (始建國) 9–13
- Tienfeng (Tianfeng) (天鳳) 14–19
- Tihuang (Dihuang) (地皇) 20–23

### Fordítás
- Ez a szócikk részben vagy egészben  a   Wang Mang című angol Wikipédia-szócikk ezen változatának fordításán alapul.  Az eredeti cikk szerkesztőit annak laptörténete sorolja fel. Ez a jelzés csupán a megfogalmazás eredetét és a szerzői jogokat jelzi, nem szolgál a cikkben szereplő információk forrásmegjelöléseként.

| Előző uralkodó: Csu-ce Jing (Ruzi Ying) | Kínai császár 9 – 23 | Következő uralkodó: Han Keng Si (Han Gengshi) |